# Dear BEATLES
Dear BEATLES（ディア・ビートルズ）は、ビートルズの楽曲を演奏する音楽イベントである。「ディアビ」「ディアビー」などと略される。
2003年から開催され、毎年3月上旬前後に行われる。1995年から2001年まで開催されていた「TBSビートルズ・カレッジ」が前身。

## 概要
ビートルズをこよなく愛するミュージシャンが参加し、ビートルズの楽曲のみを演奏するトリビュートライブであり、基本的にビートルズが演奏した通りに演奏する（いわゆる完全コピー）。バンド形態での演奏のほか、アコースティックギターでの弾き語りが数曲演奏される場合もある。
毎回、特定のテーマで選曲した楽曲を演奏するコーナーが設けられるのが恒例となっており、近年はビートルズの特定のアルバムの楽曲をアルバムの曲順通りに全曲演奏するというテーマが続いている。
当日のライブの模様は後日FM NACK5にて放送されることが恒例となっている。

## 主な出演者
- 杉真理
- 坂崎幸之助（THE ALFEE）
- リッキー（REVOLVER）
- 上田雅利（TULIP）
- 伊豆田洋之
- 村田和人（2005年、2011年 - 2015年）
- 風祭東（ - 2004年、2006年 - 2010年）
- 小泉信彦（2007年 - 2014年、2016年 - ）
- 土屋剛（2015年）
- 小室和之（2016年）
- 清水仁（2017年 - ）

## その他
2016年は出演予定だった村田和人が病気療養のため降板、代わりに小室和之が出演したが、公演の11日前に村田が逝去した。アンコールではステージ中央に村田の写真が置かれ、出演メンバーは「リアル・ラヴ」、「イン・マイ・ライフ」を演奏して村田への哀悼の意を表した。
2020年は東京公演（3月8日）のほか、初の名古屋公演（3月6日）も予定されていたが、新型コロナウイルスの感染拡大の影響で政府から文化イベント等の中止・延期・規模縮小の要請を受け、協議の結果、中止となった。予定ではゲストは東京公演が久保田洋司とやまもとひかる、名古屋公演が小堀勝啓だった。またアルバム再現のコーナーは50周年記念エディションが発売された『Abbey Road』を予定していた。

## 過去のライブ
| 回 | タイトル                                        | 開催日            | 会場                                        | 出演                                                                                               | ゲスト                     | コーナーテーマなど |
| -- | ----------------------------------------------- | ----------------- | ------------------------------------------- | -------------------------------------------------------------------------------------------------- | -------------------------- | --- |
| 1  | Dear BEATLES 2003 ４人は僕らのスーパーアイドル  | 2003年3月8日(土)  | 府中の森芸術劇場 どりーむホール             | 杉真理、坂崎幸之助、RICKY、上田雅利、伊豆田洋之、風祭東                                            | INSPi、STELLA              | |
| 2  | Dear BEATLES 2004 ビートルズこそすべて          | 2004年3月6日(土)  | 府中の森芸術劇場 どりーむホール             | 杉真理、坂崎幸之助、RICKY、上田雅利、伊豆田洋之、風祭東、STELLA                                    | ムッシュかまやつ           | |
| 3  | Dear BEATLES 2005 "Hello & Goodbye"             | 2005年3月11日(金) | 府中の森芸術劇場 どりーむホール             | 杉真理、坂崎幸之助、RICKY、上田雅利、伊豆田洋之、村田和人、rush!（現・Grand Noir）、SpitFunk HORNS | タケカワユキヒデ           | |
| 4  | Dear BEATLES 2006                               | 2006年3月11日(土) | 府中の森芸術劇場 どりーむホール             | 杉真理、坂崎幸之助、RICKY、上田雅利、伊豆田洋之、風祭東                                            | 大野真澄、稲垣潤一         | 来日公演再現 |
| 5  | Dear BEATLES 2007                               | 2007年3月10日(土) | 府中の森芸術劇場 どりーむホール             | 杉真理、坂崎幸之助、RICKY、上田雅利、伊豆田洋之、風祭東、小泉信彦                                  | なし                       | もしも来日公演でアンコールがあったら |
| 6  | Dear BEATLES 2008 Welcome to the Roof-Top Party | 2008年3月8日(土)  | 府中の森芸術劇場 どりーむホール             | 杉真理、坂崎幸之助、RICKY、上田雅利、伊豆田洋之、風祭東、小泉信彦                                  | なし                       | ルーフトップ・コンサート（映画『レット・イット・ビー』）再現、                                                                                       |
| 7  | Dear BEATLES 2009                               | 2009年3月7日(土)  | 市川市文化会館 大ホール                     | 杉真理、坂崎幸之助、RICKY、上田雅利、伊豆田洋之、風祭東、小泉信彦                                  | 植村花菜                   | 『Abbey Road』再現 |
| 8  | Dear BEATLES 2010                               | 2010年2月20日(土) | 市川市文化会館 大ホール                     | 杉真理、坂崎幸之助、RICKY、上田雅利、伊豆田洋之、風祭東、小泉信彦                                  | 告井延隆                   | 『The Beatles(White Album)』再現 |
| 9  | Dear BEATLES 2011                               | 2011年3月5日(土)  | 府中の森芸術劇場 どりーむホール             | 杉真理、坂崎幸之助、RICKY、上田雅利、伊豆田洋之、村田和人、小泉信彦                                | 弓木英梨乃                 | 『Sgt. Pepper's Lonely Hearts Club Band』再現 |
| 10 | Dear BEATLES 2012                               | 2012年3月3日(土)  | 府中の森芸術劇場どりーむホール              | 杉真理、坂崎幸之助、RICKY、上田雅利、伊豆田洋之、村田和人                                          | miwa                       | 『Rubber Soul』、『Meet The Beatles』(日本デビュー盤)再現                                                                                            |
| 11 | Dear BEATLES 2013                               | 2013年3月2日(土)  | 渋谷公会堂                                  | 杉真理、坂崎幸之助、RICKY、上田雅利、伊豆田洋之、村田和人、小泉信彦                                | なし                       | 『Revolver』再現 |
| 12 | Dear BEATLES 2014                               | 2014年3月15日(土) | 渋谷公会堂                                  | 杉真理、坂崎幸之助、RICKY、上田雅利、伊豆田洋之、村田和人、小泉信彦                                | chay                       | 『Past Masters Vol.1』、『Magical Mystery Tour』再現                                                                                                 |
| 13 | Dear BEATLES 2015                               | 2015年3月8日(日)  | 渋谷公会堂                                  | 杉真理、坂崎幸之助、RICKY、上田雅利、伊豆田洋之、村田和人、土屋剛                                  | 根本要                     | 『Help!』再現 |
| 14 | Dear BEATLES 2016                               | 2016年3月4日(金)  | 昭和女子大学人見記念講堂                    | 杉真理、坂崎幸之助、RICKY、上田雅利、伊豆田洋之、小泉信彦、小室和之                                | 新山詩織                   | 『ザ・ビートルズ1』再現(ただし演奏順は収録順と逆) |
| 15 | Dear BEATLES 2017                               | 2017年3月12日(日) | 文京シビックホール 大ホール                 | 杉真理、坂崎幸之助、RICKY、上田雅利、清水仁、伊豆田洋之、小泉信彦                                  | ダイアモンド☆ユカイ、Anly  | 『Live at the Hollywood Bowl』再現 |
| 16 | Dear BEATLES 2018                               | 2018年2月25日(日) | 昭和女子大学人見記念講堂                    | 杉真理、坂崎幸之助、RICKY、上田雅利、清水仁、伊豆田洋之、小泉信彦                                  | 和田唱、Miyuu              | 『A Hard Day's Night』再現 |
| 17 | Dear BEATLES 2019                               | 2019年3月10日(日) | 昭和女子大学人見記念講堂                    | 杉真理、坂崎幸之助、RICKY、上田雅利、清水仁、伊豆田洋之、小泉信彦                                  | Chage、セレイナ・アン      | 『プリーズ・プリーズ・ミー』再現。また、発売50周年にちなみ『The Beatles(White Album)』からも抜粋して演奏                                             |
| 18 | Dear BEATLES 2022                               | 2022年3月4日(金)  | 新宿文化センター大ホール                    | 杉真理、坂崎幸之助、RICKY、上田雅利、清水仁、伊豆田洋之、小泉信彦                                  | 久保田洋司、やまもとひかる | 『レット・イット・ビー (映画)』の再編集版『ザ・ビートルズ：Get Back』が2021年にDisney+にて配信公開されたことを受けて『ルーフトップ・コンサート』再現 |
| 19 | Dear BEATLES 2023                               | 2023年3月10日(金) | 名古屋市公会堂                              | 杉真理、坂崎幸之助、RICKY、上田雅利、清水仁、伊豆田洋之、小泉信彦                                  | 小堀勝啓                   | 『ビートルズ・フォー・セール』再現。また、前年の2022年にスペシャル・エディションが発売された『リボルバー』からも抜粋して演奏された。                 |
| 19 | Dear BEATLES 2023                               | 2023年3月12日(日) | 昭和女子大学人見記念講堂                    | 杉真理、坂崎幸之助、RICKY、上田雅利、清水仁、伊豆田洋之、小泉信彦                                  | KAN、足立佳奈              | 『ビートルズ・フォー・セール』再現。また、前年の2022年にスペシャル・エディションが発売された『リボルバー』からも抜粋して演奏された。                 |
| 20 | Dear BEATLES 2024 20th Anniversary              | 2024年3月8日(金)  | 名古屋市公会堂                              | 杉真理、坂崎幸之助、RICKY、上田雅利、清水仁、伊豆田洋之、小泉信彦                                  | 小堀勝啓                   | イギリスでシングル曲として発売された曲を発売順に全曲演奏。                                                                                           |
| 20 | Dear BEATLES 2024 20th Anniversary              | 2024年3月10日(日) | 昭和女子大学人見記念講堂                    | 杉真理、坂崎幸之助、RICKY、上田雅利、清水仁、伊豆田洋之、小泉信彦                                  | 矢作萌夏                   | イギリスでシングル曲として発売された曲を発売順に全曲演奏。                                                                                           |
| 21 | Dear BEATLES 2025                               | 2025年3月7日(金)  | Niterra日本特殊陶業市民会館フォレストホール | 杉真理、坂崎幸之助、RICKY、上田雅利、清水仁、伊豆田洋之、小泉信彦                                  | 小堀勝啓                   | 曲名や歌詞に名前(人名やペットの名前)が含まれる曲。                                                                                                   |
| 21 | Dear BEATLES 2025                               | 2025年3月9日(日)  | 昭和女子大学人見記念講堂                    | 杉真理、坂崎幸之助、RICKY、上田雅利、清水仁、伊豆田洋之、小泉信彦                                  | 玉井詩織                   | 曲名や歌詞に名前(人名やペットの名前)が含まれる曲。                                                                                                   |